# Euplectus silvicolus
Euplectus silvicolus är en skalbaggsart som beskrevs av Chandler 1986. Euplectus silvicolus ingår i släktet Euplectus och familjen kortvingar. Inga underarter finns listade i Catalogue of Life.